# Pelerina
Pelerína je oblačilo oziroma ogrinjalo, ki se ga obleče preko ostalih oblačil. Po navadi sega do pasu oziroma laktov, a se potegne do kolen, če je iz blaga, ki je za dež neprepustno in torej služi kot dežni plašč. Posebno v tem slučaju ima tudi kapuco in notranje žepe. Krojena je v obliki kroga, ki objame ramena in je na prsih odprt. Včasih, posebno pri kratkih in le okrasnih primerih, je samo polkrog, včasih pa je pelerina celo širša od kroga, da omogoča večjo prostost rok.
Ime izhaja iz italijanskega pellegrina (pellegrino pomeni romar). 
Dolga pelerina je bila predhodnica plaščev in kot taka se je splošno uporabljala. Še danes je del raznih vojaških uniform, na primer uniforma italijanskih karabinjerjev konjenikov predvideva dolgo pelerino (imenovano "mantella"), ki ji je na ramenih prišita še kratka pelerina iz nepremočljivega blaga.
Nenadomestna je še danes pelerina, ki služi kot dežni plašč, ker njena zvončasta oblika pripomore k takojšnjemu odtoku dežnih kapljic in se tako voda ne nabira v gubah oblačila. Razen tega se tudi roke ne močijo in celo noge so bolje obvarovane pred dežjem. Zato jo uporabljajo predvsem ljudje, ki morajo opraviti kako nujno delo pod dežjem (recimo cestarji ali smetarji) in tisti, ki morajo imeti proste roke pri svojem opravilu (kolesarji, planinci). Razen tega so na razpolago tudi pelerine, ki niso predvidene za dež, pač pa branijo pred drugačnimi nevarnostmi, na primer take, ki so odporne proti kemijskim spojinam.
Kratka pelerina, ki je sicer toplo in praktično oblačilo, je ostala v spominu bolj kot modna pritiklina. Na razpolago je veliko umetniških slik, kjer so dame upodobljene s čipkasto ali krzneno pelerino. Tudi moda za moške ni prezrla tega modnega dodatka: še slavni Sherlock Holmes je vedno upodobljen v plašču s pelerino.
Pelerini podobo ogrinjalo, ki je del škofovske in kardinalske obleke se imenuje Moceta.
Na Krasu in v Istri so do nedavnega nosile pelerino vse ženske. To je bilo volneno ogrinjalo, navadno kvačkano v bogatem krogu in prepognjeno, da je pokrivalo ramena in prsi v dveh slojih. Izvedba je bila silno enostavna in običajno se je uporabljala stara volna, ki se je pridobivala s podiranjem ponošenih volnenih izdelkov. Premožnejše kmetice in šavrinke, ki so si lahko privoščile novo volno, so si tudi omislile razne vrste novih modelov, kot so jih videle pri mestnih ženskah. Danes se te vrste ogrinjalo skoraj več ne uporablja.